# Illecito civile
Un illecito civile, in diritto, è quel particolare illecito consistente nella violazione di una norma posta a tutela di un interesse privato alla quale consegue una sanzione civile.

## Storia
Il tradizionale criterio di distinzione tra illecito contrattuale ed extracontrattuale risalirebbe alle teorizzazioni di Friedrich Carl von Savigny, secondo cui il primo conseguirebbe alla violazione di un diritto relativo e il secondo alla violazione di un diritto assoluto, non è calzante per un ordinamento come quello italiano basato sul principio di atipicità, salvo configurare ciascun interesse che in questo modo viene tutelato come ricadente su un bene oggetto di diritto assoluto del danneggiato.

## Effetti
In seguito alla commissione di un illecito civile da parte di un soggetto, su questi grava un tipo di responsabilità giuridica detta responsabilità civile ovvero il dovere, posto in capo ad un soggetto, di sottostare alla sanzione civile. Il termine, peraltro, viene utilizzato anche con un significato più ampio, per indicare l'intero istituto giuridico costituito dalle norme che, in un determinato ordinamento, regolano l'illecito civile.

## Tipologie
Nell'ambito della categoria generale dell'illecito civile si distinguono:
- l'illecito civile contrattuale, consistente nella violazione (inadempimento) di un obbligo che chi ha tenuto il comportamento illecito aveva nei confronti di chi ha subito il danno, obbligo spesso ma non necessariamente derivante da un contratto (sicché la denominazione tradizionalmente utilizzata è riduttiva);
- l'illecito civile extracontrattuale (o aquiliano),[1] nel quale, invece, il dovere violato è diverso da un preesistente obbligo del danneggiante nei confronti del danneggiato.

## Nei sistemi dicommon law
Negli ordinamenti di common law i cd. danni punitivi aggiungono un elemento afflittivo alla natura risarcitoria della sanzione civile cioè finalizzata a reintegrare il danno subito dal soggetto portatore dell'interesse tutelato.
In tali sistemi giuridici esiste una serie di illeciti (tort), ciascuno con una propria disciplina, fondato su un precedente che riconosce la relativa azione (principio di tipicità specifica), anche se ha finito per assumere un ruolo sempre più esteso il tort of negligence, che consegue alla violazione di un diritto assoluto ed è quindi simile all'illecito tipico generico del sistema tedesco; va inoltre tenuto presente che, in mancanza di precedenti, il giudice può ritenere un interesse leso meritevole di tutela, riconoscendo così una nuova azione per tort (il che introduce un aspetto di atipicità nel sistema). In ogni caso, il dovere violato è un duty of care (dovere di diligenza) del danneggiante nei confronti del danneggiato.

## Nel mondo
In certi ordinamenti di civil law (per esempio, Francia e Spagna) gli illeciti civili extracontrattuali vengono distinti in delitti e quasi delitti; in altri tale distinzione non è stata accolta o mantenuta e si parla di fatti illeciti (così in Italia) o atti illeciti (così in Germania e Svizzera) anche se, a rigore, qualsiasi illecito, compresi quelli penali, può essere considerato fatto e, al di fuori dei casi di responsabilità oggettiva, atto illecito.
I vari ordinamenti adottano diversi criteri per individuare quale dovere configuri, ove violato, un illecito civile extracontrattuale; nella maggior parte degli ordinamenti di civil law costituisce illecito qualsiasi danno cagionato con colpa. In questi ordinanenti, che seguono il modello francese, il dovere violato è, dunque, il divieto di cagionare tali danni, imposto da una norma generale (principio di atipicità).

### Germania
- in Germania costituisce illecito il danno cagionato con colpa in violazione di un diritto assoluto. In questo ordinamento, quindi, i doveri violati sono solo quelli correlati a un diritto reale o altro diritto assoluto (quale un diritto della personalità) attribuito da una norma specifica (principio di tipicità generica);

### Italia
- in Italia il codice civile contiene una norma generale simile a quella degli ordinamenti dove vige il principio di atipicità, ma che limita la risarcibilità ai soli danni ingiusti. La dottrina e giurisprudenza italiane hanno dapprima inteso il danno ingiusto come quello lesivo di un diritto assoluto allineandosi, quindi, al principio di tipicità generica; ora, però, lo intendono come lesione di un interesse meritevole di tutela secondo l'ordinamento giuridico adottando, quindi, un principio di atipicità seppur delimitata;